# 小虎斑地鸫
，又名虎鸫、顿鸫、虎斑山鸫、虎斑地鸫，是雀形目鸫科的一种鸟类。
2022年，为了使传统、耳熟能详的中文名能用于中国分布更广泛的种类，“中国鸟类名录”10.0版将虎斑地鸫的中文名修改为小虎斑地鸫。

## 分類
虎鶇包含多個亞種，除了現今常被分為不同的獨立物種，Z.  aurea（懷氏地鶇）。也包含存疑的亞種Z. a. toratugumi，為遷徙型的西伯利亞及東北亞品系。Z. neilgherriensis（尼爾吉里鶇）則定居於印度西南丘陵地區。Z. imbricata（斯里蘭卡鶇）特有於斯里蘭卡丘陵地區，特徵顯著，體型較小，喙長，且下腹呈紅褐色。Z. d. dauma（虎鶇）繁殖於喜馬拉雅山脈，冬季遷徙至山麓地帶。Z. d. horsfieldi（霍斯斐德鶇）定居於印尼的蘇門答臘、爪哇、巴厘、龍目島和松巴哇島。Z. major（奄美鶇）僅分布於日本奄美群島，現被視為獨立物種。
該群分類仍在變動中，其中一些亞種相當相似，有些族群的身份，如臺灣的族群，尚未確定。
印尼的淡胸鶇（Z. machiki）、澳大利亞的巴斯鶇（Z. lunulata）及赤尾鶇（Z. heinei）過去亦被歸於Z. dauma。

## 亚种

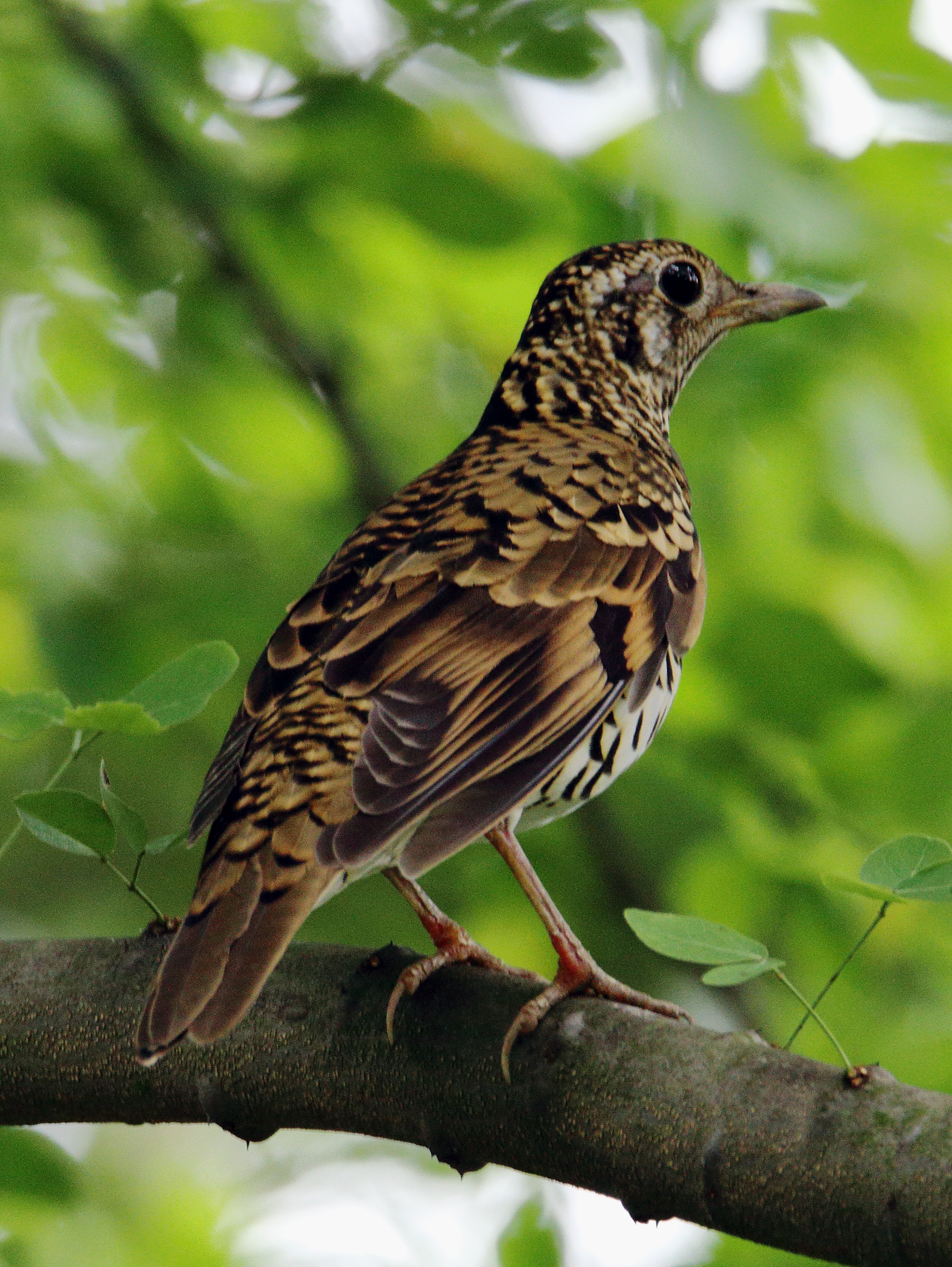
攝於 西孟加拉邦, 印度.

- ：繁殖于巴基斯坦北部，东至印度东北部、中国南部和印度支那北部；越冬于南亚北部和东南亚大陆。
- ：分布于苏门答腊岛、爪哇岛、巴厘岛、龙目岛和松巴哇岛的山峰。
- ：分布于琉球群岛南部。[5]

## 分布與棲地
在中國大陸從東北至華西、華南、西南皆可找到，在西藏栖于2200米的林区，在东北栖于针叶林、阔叶林或混交林，在青海則見於河谷杨树林下和灌丛中，在云南栖于1800－2750米沟谷林下灌丛或竹林地面，在北京栖于灌木林或混交。该物种的模式产地在印度。

## 特征
小虎斑地鸫体重约134.13克，翼长约135.8毫米，嘴峰长约28.7毫米，喙宽度约5.1毫米，喙厚度约6.8毫米，跗蹠长约31.1毫米，尾长约94.2毫米。小虎斑地鸫是候鸟，其栖息在密集的高大树木组成的森林中，食性为肉食性，主要食物来源是陆生无脊椎动物。

## 行為
虎鶇極為隱密，偏好濃密的覆蓋物。牠在樹上築巢，每次產下三至四顆暗綠色的卵，巢呈整齊的杯狀巢。虎鶇屬雜食性，食物範圍廣泛，包括昆蟲、蚯蚓及漿果。